# Multispinaspis maricoensis
Multispinaspis maricoensis är en insektsart som beskrevs av Abraham Munting 1970. Multispinaspis maricoensis ingår i släktet Multispinaspis och familjen pansarsköldlöss. Inga underarter finns listade i Catalogue of Life.